# Twentieth Air Force
Die Twentieth Air Force (deutsch 20. US-Luftflotte, kurz 20 AF, auch als Air Forces Strategic bezeichnet) ist eine Luftflotte, die dem Air Force Global Strike Command untersteht und dort alle Interkontinentalraketen vom Typ LGM-30 Minuteman umfasst und die deren Betrieb, Wartung und Sicherung verantwortet. Ihr Hauptquartier ist auf der Francis E. Warren Air Force Base nahe Cheyenne im US-Bundesstaat Wyoming.
Während des Zweiten Weltkrieges war sie eine eigenständige Luftflotte der USAAF mit der Aufgabe des strategischen Bombenkriegs gegen Japan. Zusammen mit der Fifth, Seventh und Thirteenth Air Force war sie ein Teil der USAAF-Luftmacht im Fernen Osten. Die Besonderheit war, dass sie als einzige US-Luftflotte mit der Boeing B-29 nur einen einzelnen Flugzeugtyp im Einsatz hatte.

## Aktuell
Am 1. September 1991 wurde die 20th Air Force auf der Vandenberg Air Force Base in Kalifornien als Teil des Strategic Air Command wieder aufgestellt. Im Gegensatz zu vorherigen Zeiten führte sie nun keine Flugzeugverbände mehr, sondern die Geschwader, welche mit Interkontinentalraketen vom Typ Minuteman III ausgerüstet sind. Mit der Außerdienststellung des Strategic Air Commands am 1. Juni 1992 wechselte die Unterstellung unter das neu aufgestellte Air Combat Command. Am 1. Juli 1993 wurde der Stab aus Kalifornien zum heutigen Stützpunkt in Wyoming verlegt. Mit dem 1. Dezember 2009 wechselte die Unterstellung der 20th Air Force unter das Air Force Global Strike Command.
Der Twentieth Air Force unterstehen Stand Juli 2024
- 90th Missile Wing, Francis E. Warren Air Force Base, Cheyenne, Wyoming
- 91st Missile Wing, Minot Air Force Base, Minot, North Dakota
- 341st Missile Wing, Malmstrom Air Force Base, Great Falls, Montana
- 377th Missile Wing, Kirtland Air Force Base, Albuquerque, New Mexico

sowie die 582nd Helicopter Group, ebenfalls am Standort des Kommandos selbst.

## Geschichte

### Erste Aufstellung (1944–1955)

#### Zweiter Weltkrieg

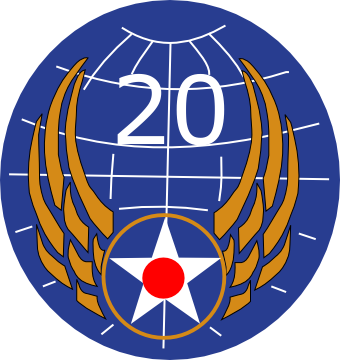
Emblem der Twentieth Air Force im Zweiten Weltkrieg

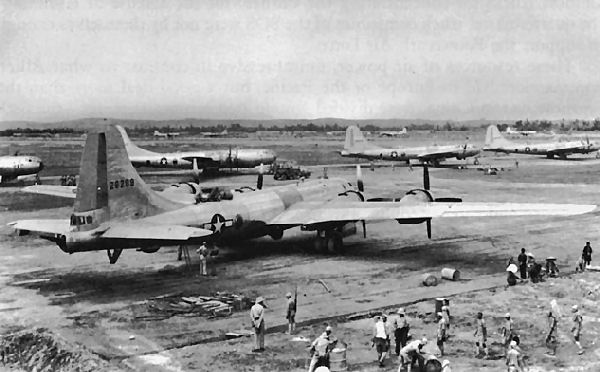
B-29 in Indien 1944

Die 20th AF wurde am 4. April 1944 auf Betreiben von General Henry H. „Hap“ Arnold, Kommandeur der USAAF, ins Leben gerufen, der alle mit dem neuen Bomber Boeing B-29 ausgerüsteten Einheiten zusammenfassen und als eigenständige Luftflotte gegen Japan einsetzen wollte. Zugleich wurde die 20th AF im Geheimen als Bestandteil des Manhattan-Projektes betrachtet. Der Kommandeur der 20th AF wurde Arnold höchstpersönlich und die Einheit war von anderen Kommandostrukturen abgekoppelt, um ausschließlich strategischen Zwecken zu dienen. Die B-29 erwies sich Anfang 1944 als bei weitem noch nicht einsatzreif und Arnold initiierte die sogenannte „Schlacht von Kansas“ (10. März bis 15. April 1944) bei der unter freiem Himmel innerhalb von fünf Wochen 150 B-29 frontreif gemacht wurden. Zeitgleich wurden im Raum Kalkutta und Chengdu von hunderttausenden von Arbeitern die Einsatzbasen vorbereitet.

#### Operation Matterhorn
Operation Matterhorn war die Bezeichnung der Angriffe auf Südwestjapan von China aus. Die Hauptbasen Kharagpur, Chakulia, Piardoba und Dudkhundi befanden sich in Indien im Raum Kalkutta. Die vorgeschobenen Basen in China waren Xinjin, Guanghan, Qionglai und Pengshan. Die Bomber wurden auf der „Atlantikroute“ über Marrakesch, Kairo, Iran nach Indien überführt. Der erste Bombenangriff erfolgte am 5. Juni 1944. Die Distanz von den vorgeschobenen Basen in China nach Tokio betrug etwa 3300 km und lag außerhalb der Reichweite der B-29, die einen Aktionsradius von etwa 2600 km hatte. Allerdings erbrachten die mit Zusatztanks versehenen Aufklärer wichtiges Fotomaterial mit und eine F-13 war die erste amerikanische Maschine die seit dem Doolittle Raid wieder Tokio überflog. Es erfolgten Angriffe auf japanische Einrichtungen in China, Burma und Thailand und die Verminung der Gewässern vor Singapur. Jeder Einsatz einer einzelnen B-29 erforderte die Bereitstellung von 20 t Betriebsstoffen sowie der Bombenlast und der Munition für die Geschütztürme. Diese mussten zusätzlich zu den sonstigen Betriebsmitteln auf dem Luftweg „Over the Hump“ von Indien über Burma eingeflogen werden. Für die Bereitstellung von Treibstoff für einen Einsatzflug wurde die dreifache Menge verbraucht um ihn heranzuschaffen. Für jeden Flug als Treibstofftransporter bekamen die Bomber statt eines Bombensymbols ein Kamel aufgeklebt. Unterstützt wurden sie von 200 eigens umgebauten C-109-Treibstofftransportern die etwa 5,7 t Flugbenzin transportieren konnten. Der logistische Aufwand hierfür war gewaltig und führte auch zu so absurden Lösungsansätzen wie der Cornelius XFG-1. Auch die Ledo-Road war noch nicht fertiggestellt. Bei einem Angriff auf die Ölraffinerie in Palembang (Sumatra) am 10. August 1944 legten die B-29 beladen mit nur je einer Tonne Bomben an Bord eine Gesamtstrecke von 6200 km zurück. Die Dauer dieses Einsatzes betrug 19 Stunden. Es war der längste bekannte Einsatz in der Geschichte des XX Bomber Command und der längste bekannte Einsatzflug der B-29 überhaupt. Die Wirkung war mäßig und Ende 1944 beschloss General LeMay, deshalb die Einsätze von China aus einzustellen und die Verbände des XX Bomber Command über Perth auf die Marianen zu verlegen und dem XXI Bomber Command zu unterstellen.

#### Marianen
Da die Einsätze von China aus sich als sehr ineffektiv erwiesen, hatte Arnold auf eine schnellstmögliche Einnahme der Nördlichen Marianen gedrängt, da von dort aus fast ganz Japan in Reichweite seiner Bomber lag (Distanz Saipan–Tokio etwa 2350 km). Im ersten Halbjahr 1943 begannen die Alliierten mit der Rückeroberung der von den Japanern besetzten Gebiete. Von den Salomonen ausgehend wurden die Gilbert- und Marshall-Inseln erobert und im Juni 1944 fiel Saipan als erste Insel der Marianen den Amerikanern in die Hände. Am 21. Juli landeten US-Marines auf Guam und drei Tage später auf Tinian. Ende August 1944 waren die Marianen bis auf die zwischen Guam und Tinian gelegene Insel Rota in alliierter Hand. Die Inseln Wake, Marcus und Rota blieben bis Kriegsende japanische Stützpunkte.

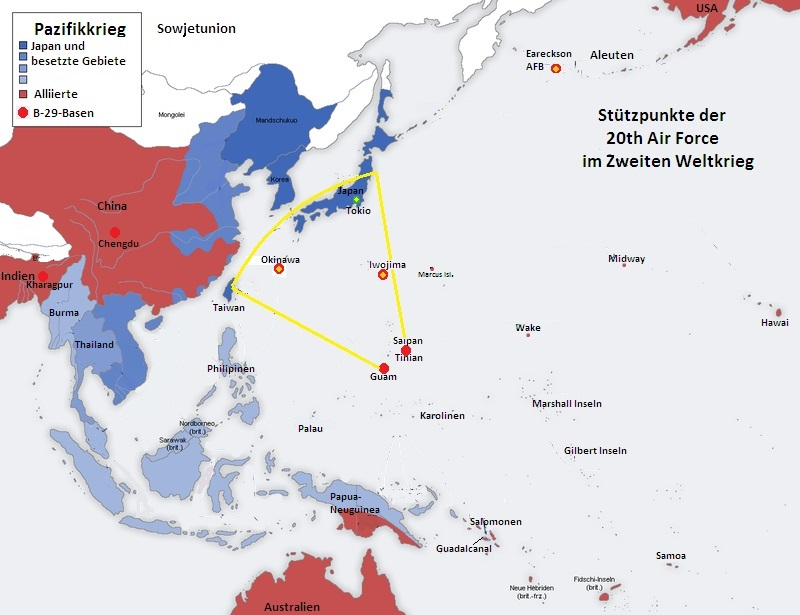
Einsatzplätze der 20th AF im Zweiten Weltkrieg

Die erste B-29 erreichte die neu gebauten Stützpunkte auf Saipan am 12. Oktober 1944 über die Pazifik-Route (Kalifornien–Hawaii–Saipan). Pilot der „Joltin’ Josie“ war General Hansell. Bis zum 22. November waren über 100 B-29 in Saipan angekommen, und auf der nur etwa 8 km entfernten Nachbarinsel Tinian wurden noch größere Flugfelder angelegt. Bei einem Luftangriff den die Japaner von Iwojima aus flogen wurden einige B-29 zerstört. Es erfolgte ein Gegenschlag auf die japanischen Basen.

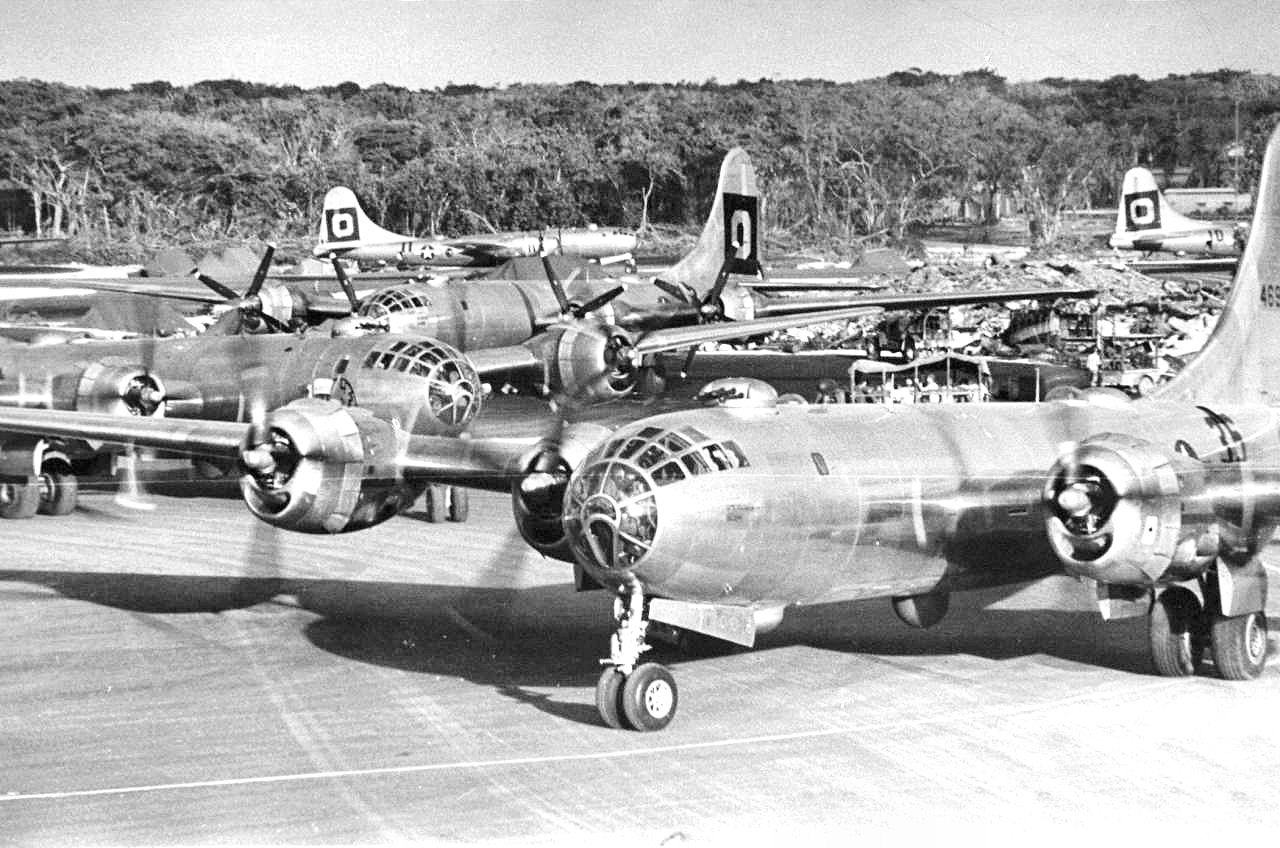
B-29 auf dem North Field in Guam

Erstes Ziel war jedoch die Zerstörung der japanischen Flugzeugindustrie. Der erste Angriff von den Marianen aus am 24. November 1944 galt der Motorenfabrik von Nakajima außerhalb von Tokio. Das Führungsflugzeug wurde von Captain Robert K. Morgan geflogen, Bombenschütze war Captain Vincent B. Evans. Beide waren vorher Besatzungsmitglieder der „Memphis Belle“ und damit sehr erfahren. Dieser Einsatz war der eigentliche Beginn der schweren Luftangriffe auf Japan und der erste der Angriffe auf den Großraum Tokio. Dritter großer B-29-Standort sollte die Insel Guam werden. Ende Dezember 1944 beschloss der Oberbefehlshaber der USAAF, General Henry H. Arnold, der mit den Leistungen des XXIth Bomber Command unter Brigadegeneral Haywood Hansell unzufrieden war, diesen abzulösen. Hansell war ein Befürworter der Präzisionsangriffe mit Sprengbomben aus großer Höhe gewesen, wofür die B-29 ursprünglich auch vorgesehen war.

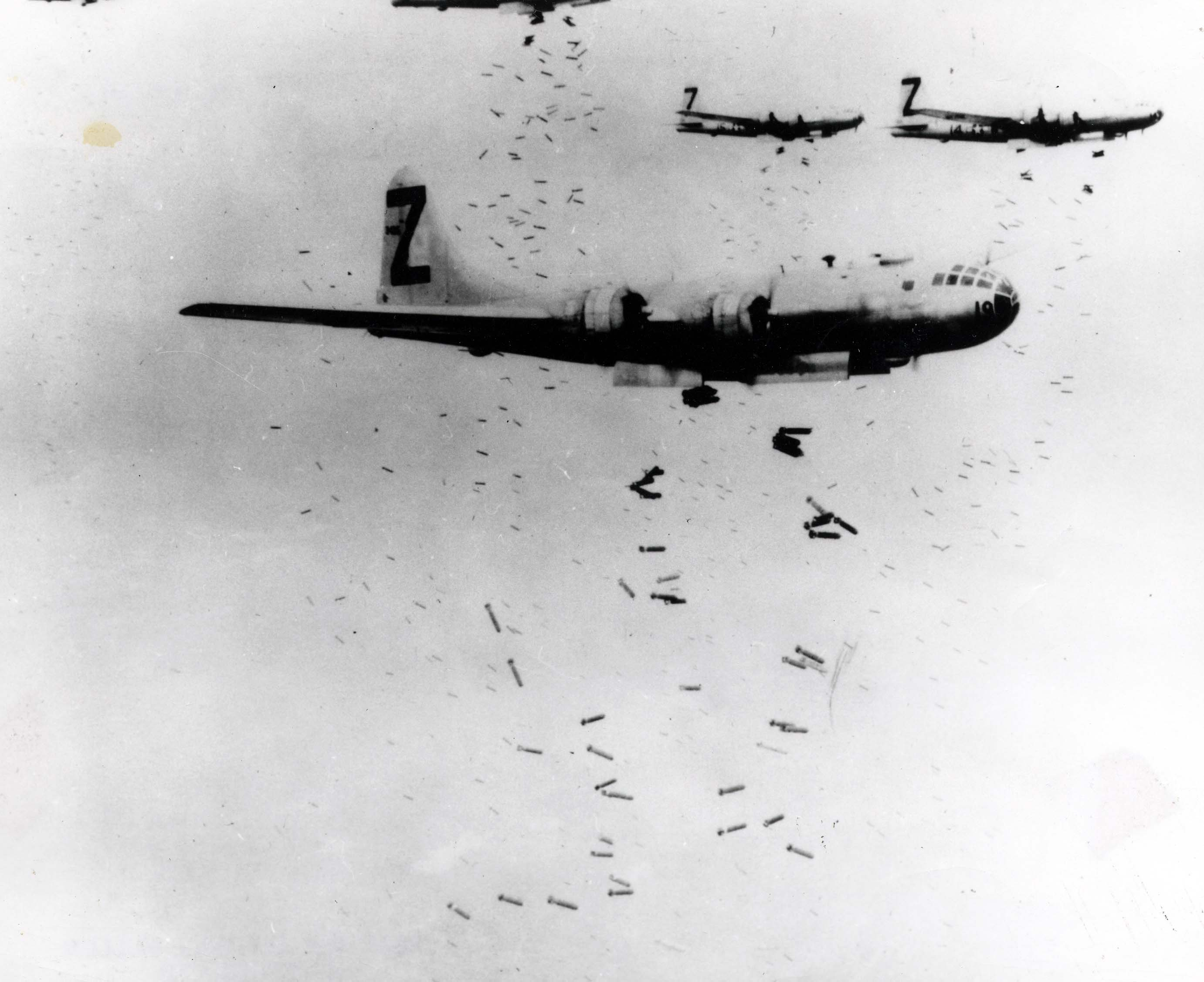
B-29 beim Abwurf von AN-M47-Brandbomben

Der Nachfolger von Hansell wurde Curtis LeMay. Dieser analysierte die bisherigen Angriffe und es erfolgte ein Übergang zu Flächenbombardements mit Napalm-Streubomben der Typen AN-M69 und AN-M74 bei Nacht und aus geringerer Höhe. Grund war erstens die Überlegung, dass bei der leichten Holzbauweise japanischer Häuser die Wirkung von Brandbomben weitaus größer sein würde als die von Sprengbomben. Zweiter Grund war die weitaus höhere Zuladung der B-29, wenn in geringeren Höhen geflogen wurde. Der Aktionsradius der B-29 betrug etwa 2600 km. In sehr großer Höhe konnten 2300 kg Bomben, in mittleren Höhen bei gleichem Aktionsradius 5400 kg mitgeführt werden und in niedrigen Höhen konnte bei voller Bombenlast von etwa 9 t dieselbe Strecke geflogen werden. Die Richtigkeit dieser Überlegungen erwies sich in verheerenden Flächenbränden, die im Angriff vom 10. März 1945 auf Tokio ihren Höhepunkt fanden. Dieser forderte mehr Todesopfer als jeder andere Luftangriff des Zweiten Weltkrieges einschließlich der Atombombenabwürfe. Die Wirkung war derart, dass es bald zu einer Knappheit an Streubrandbomben kam. Bis die amerikanische Industrie Nachschub erzeugt hatte, mussten wieder die reichlich vorhandenen Standard-Sprengbomben AN-M64 (227 kg), AN-M65 (454 kg) und AN-M66 (908 kg) verwendet werden.
Als außerordentlich wirkungsvoll erwiesen sich auch die Minenleger-Operationen, auch als Operation Starvation bezeichnet. Dabei wurden überwiegend vom 313. Bombardment Wing etwa 12.000 Fallschirm-Seeminen auf stark befahrenen Schifffahrtslinien abgesetzt. Etwa 600 japanische Schiffe liefen auf solche Minen und der japanische Nachschub kam fast zum Erliegen.

#### Iwojima
Mit der Einnahme von Iwojima stand der 20th AF nun die Möglichkeit zur Verfügung, den Bombern Begleitschutzjäger mitzugeben. Diese wurden von den aus Saipan, Tinian und Guam kommenden Bombern in Iwo Jima „abgeholt“, das etwa auf dem halben Weg lag. Zudem bot Iwo Jima den B-29 eine Notlandemöglichkeit was über 2000 mal genutzt wurde. Am 7. April 1945 flogen erstmals P-51 Mustangs Begleitschutz über Japan und die 100-120 gestarteten japanischen Abfangjäger erlitten schwere Verluste. Ab dem 28. Juli 1945 flogen die auf Iwo stationierten P-51 und P-47 auch eigenständige Jagdbombermissionen gegen Japan.

#### Okinawa
Mit der Eroberung Okinawas Mitte Juni standen den Fliegerkräften der 20. AAF zwei
riesige Flugplätze auf dem Territorium Japans, nur 550 km von der Hauptinsel entfernt, zur Verfügung, die schnellstmöglich hergerichtet worden waren. Weitere 8 Flugplätze auf Okinawa wurden für Einheiten anderer Luftflotten sowie der Navy und Marines hergerichtet. Zudem griffen seit Mitte Februar 1945 auch Trägerflugzeuge in die Kampfhandlungen ein. Nach Beendigung der Kampfhandlungen in Europa wurde das Hauptquartier der Eighth Air Force, welche die Hauptlast der Luftangriffe auf Deutschland getragen hatte, nach Okinawa verlegt. Zu Einsätzen kam es aber wegen der Kapitulation Japans am 2. September 1945 nicht mehr.

#### Die Atombomben
Mitte Juni 1945 trafen die speziell für den Einsatz der Atombomben umgebauten B-29 der 509th Composite Group auf dem North Field in Tinian ein. Am 6. August 1945 fiel die Uranbombe Little Boy aus dem Bomber „Enola Gay“ auf Hiroshima und am 9. August 1945 die Plutoniumbombe Fat Man. Nach mehreren vergeblichen Anflügen auf Kokura war das Ausweichziel Nagasaki. Der Bomber „Bockscar“ landete mit völlig leeren Tanks auf dem gerade erst fertiggestellten Yontan Airfield in Okinawa.

#### Letzte Einsätze
Nach dem Angriff auf Nagasaki ließ Präsident Truman zunächst weitere Bomberoperationen einstellen, um zu sehen ob Japan kapitulieren würde. Als nach einigen Tagen keine Reaktion erfolgt war, ordnete er die Wiederaufnahme der Angriffe an. Am 14. August 1945 flogen noch einmal über 800 B-29 Angriffe auf Japan. 143 speziell präparierte B-29 von der 315. Staffel griffen bei der längsten Mission der XXI Bomber Command vom Northwest Field in Guam aus Treibstofflager und Raffinerien in der Stadt Akita im Norden der Japanischen Hauptinsel an. Die Flugdauer betrug 17 Stunden und die zurückgelegte Strecke 6050 km. An diesem Tag flog auch die B-29 „Some Pumkins?“ der 509.Composite Group von Tinian aus mit einer konventionellen 5,3-t-Pumpkin-Bombe den letzten bekannten Einsatz der 20th AF vor der Kapitulation Japans.
In den acht Monaten der Angriffe von den Marianen aus hatten die B-29 des XXI Bomber Command die japanische Kriegswirtschaft und den größten Teil der japanischen Großstädte vernichtet.
Am 17. August erhielt die Twentieth Air Force den Auftrag, japanische Kriegsgefangenenlager in Japan, Korea und China aus der Luft zu versorgen, bis die Gefangenen evakuiert werden könnten. Die Abwürfe begannen zehn Tage später und bis zum 20. September warfen die B-29 in fast 1.000 Einsätzen etwas unter 4.500 Tonnen an Hilfsgütern ab.

### Zusammensetzung der 20th AF

#### XX Bomber Command
19. April 1944 bis 18. Juli 1945, Indien/China/Okinawa(nur Stab).
Dem XX Bomber Command direkt unterstellt waren.
472th Bombardment Wing, (YB-29, B-29A)(Ausbildungseinheit in Smoky Hill/USA unter der 2nd Air Force)
- 58th Bombardment Wing, Indien 1943-März 1945

40th Bombardment Group, (B-29A)
444th Bombardment Group, (B-29A)
462th Bombardment Group, (B-29A)
468th Bombardment Group, (B-29A)
3rd Photographic Reconnaissance Squadron (F-13a – später als RB-29 bezeichnet)
Eine Bombardment Group (Very Heavy) umfasste normalerweise 45 Maschinen. Diese Verbände wurden mit der Auflösung des XX Bomber Command dem XXI unterstellt. Ende März wurde die 58th Bombardment Wing nach Tinian (West Field) verlegt und das XX. war ohne operative Einheit. Lediglich der Stab wurde gegen Kriegsende – wie auch der Stab der 8th Air Force – nach Okinawa verlegt, um dort Vorbereitungen für eine Invasion Japans zu treffen. Okinawa besaß 11 Flugplätze, von denen 10 eiligst zu diesem Zweck ausgebaut wurden.

#### XXI Bomber Command
9. November 1944 bis nach Kriegsende, Saipan/Tinian/Guam/Iwojima.
Dem XXI Bomber Command direkt unterstellt waren:
- 58th Bombardment Wing (West Field, Tinian)

40th Bombardment Group, (B-29A)
444th Bombardment Group, (B-29A)
462th Bombardment Group, (B-29A)
468th Bombardment Group, (B-29A)
3rd Photographic Reconnaissance Squadron (F-13a – später als RB-29 bezeichnet)
- 73rd Bombardment Wing, (Isley Field, Saipan)

313th Bombardment Group, (B-29A)
314th Bombardment Group, (B-29A)
315th Bombardment Group, (B-29B)
5th Photographic Reconnaissance Squadron (Very Long Range)
- 313th Bombardment Wing (North Field, Tinian)

6th Bombardment Group, (B-29A)
9th Bombardment Group, (B-29A)
504th Bombardment Group, (B-29A)
505th Bombardment Group, (B-29A)
509th Composite Group (B-29 Silverplate-Umbauten) mit 320. Troop Carrier Squadron (C-47, C-54)
- 314th Bombardment Wing (North Field, Guam)

19th Bombardment Group, (B-29A)
29th Bombardment Group, (B-29A)
39th Bombardment Group, (B-29A)
330th Bombardment Group, (B-29A)
- 315th Bombardment Wing (North West Field, Guam)

16th Bombardment Group, (B-29A)
331th Bombardment Group, (B-29A)
501th Bombardment Group, (B-29A)
502nd Bombardment Group, (B-29A)
- 301st Fighter Wing, 21. Mai 1945, Iwo Jima (P-47N)
- VII Fighter Command, 5. Aug 1945, Iwo Jima (P-51H) (Von der Seventh Air Force übernommen und neu formiert.)

### Stützpunkte der 20th AF im Pazifikkrieg
Die meisten der mit gewaltigem Aufwand geschaffenen Stützpunkte für die B-29 sind heute noch vorhanden und werden zivil oder militärisch genutzt. Durch die meist 2,3 km langen Startbahnen war eine Anpassung selbst für moderne Großraumflugzeuge oder Kampfflugzeuge möglich. Lediglich das North Field auf Tinian sowie das Dudhkundi Airfield und das Piardoba Airfield in Indien wurden bereits 1946 verlassen und der Natur zurückgegeben. Allerdings landete im Rahmen einer Übung am 5. Dezember 2013 noch einmal eine KC-130J Super Hercules des U.S. Marine Corps auf Runway „Able“ von North Field/Tinian.
Indien:
Kalaikunda AirBase (Kharagpur) – 40th Bombardment Wing
China:
Flughafen Xinjin / Hsinching Airfield (A-1) – 40th Bombardment Wing
Flughafen Guanghan / Kwanghan Airfield (A-3) – 444th Bombardment Wing
Qionglai Air Base / Kuinglai Airfield (A-5) – 462th Bombardment Wing
Pengshan Air Base / Pengshan Airfield (A-7) – 468th Bombardment Wing
Marianen:
Guam International Airport Antonio B. Won Pat / /Agana Field /Harmon Field – 3rd Photo Recone Squad
Saipan International Airport / Isley Field – 73rd Bombardment Wing
Tinian international Airport / West Field – 58th, 468th Bombardment Wing
Andersen Air Force Base (Guam) / North Field – 314th Bombardment Wing
Japan:
Kadena Air Base (Okinawa)
North Field (Iwojima) heute Militärstützpunkt der Japanischen Selbstverteidigungskräfte.
Aleuten (Alaska/USA)
Eareckson Air Station Unbenutzt. Dient heute als Notlandemöglichkeit für den internationalen Flugverkehr.
Marshall-Inseln:(Notlandemöglichkeit auf Überführungsflügen nach Hawaii)
Bucholz Air Force Base /Kwajalein
Eniwetok Auxiliary Airfield. 2300-m-Startbahn – Heute privat genutzt.
Stillgelegt oder teilgenutzt:
Northwest Field (Guam) – 315th Bombardment Wing
Yontan Airfield (verbunden mit der Kadena AFB (Landeort der Bock’s Car nach dem Angriff auf Nagasaki))
Stillgelegt:
Ushi Point Field (North Field) / (Tinian) – 313th, 40th, 444th, 462th Bombardment Wing / 509th Composite Group.
Chakulia Airfield (Indien)
Kobler Air force Base (Saipan) Parallelbahn zum Isley-Field bis 1977 genutzt, heute überbaut

### Verluste

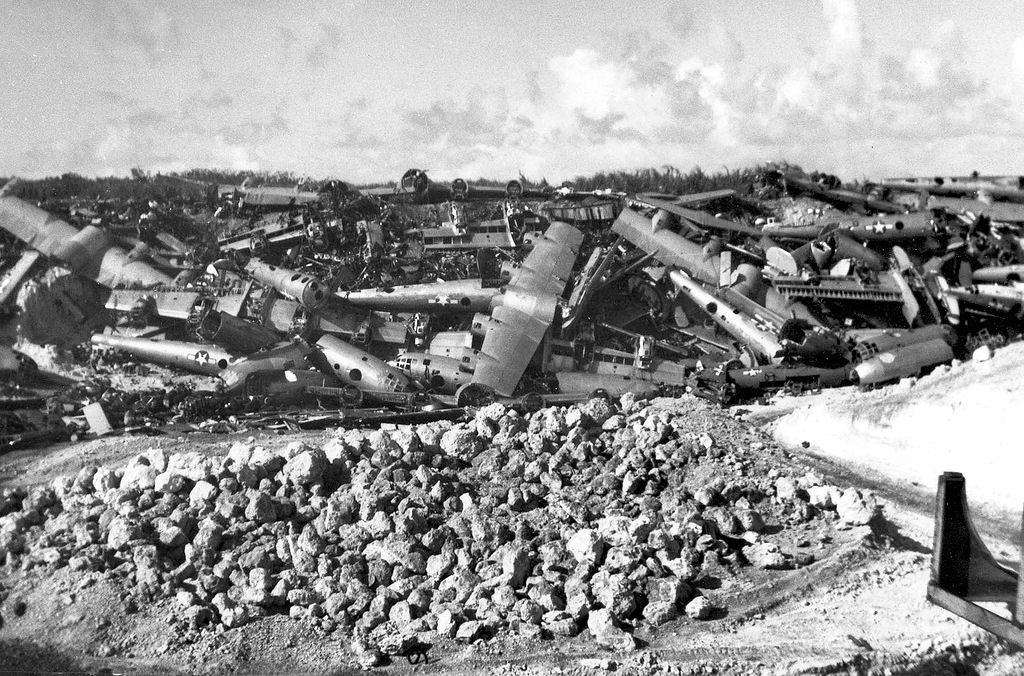
B-29-Friedhof auf dem North Field in Tinian 1946

Die 20. Luftflotte verlor 502 Flugzeuge, davon 147 durch Flugabwehrfeuer und Abfangjäger. Der Rest ging bei Start oder Landeunfällen oder durch Motorbrände verloren.

### Bekannte Flugzeuge der 20th AF
Speziell in den USA haben einige B-29 einen legendären Ruf.
- Hap Spezial – Erste einsatzfähige B-29 nach der „Schlacht von Kansas“. Fiel nach einer Notlandung den Sowjets in die Hände und wurde zum Vorbild der Tupolew Tu-4
- Joltin’ Josie – Erste B-29 die auf den Marianen ankam. Auch als „The Pacific Pioneer“ bezeichnet. Erhalten.
- Dauntless Dotty – Führte den ersten Angriff auf Tokio an. Kommandant war der frühere Pilot der Memphis Belle. Stürzte bei der Rücküberführung in die USA mit einer anderen Besatzung kurz nach dem Start in Kwajalein ab. 10 Tote.
- Sentimental Journey – Erhalten in Tucson/Arizona.
- Enola Gay – 1. Atombombe auf Hiroshima, Erhalten.
- Bock’s Car – 2. Atombombe auf Nagasaki. Erhalten.
- The Great Artiste – Begleitflugzeug bei beiden Atombombenangriffen. Verschrottet – Replik erhalten.
- The Big Stink – Flugzeug der 509th Composite Group. Warf später als „Daves Dream“ die Atombombe auf die Versuchsflotte im Bikini-Atoll ab. Verschrottet.

### 20th AF in Korea
Nach dem Zweiten Weltkrieg verblieb die 20th AF im pazifischen Raum und das Hauptquartier befand sich in Guam. Nach dem Kriegsende wurden die meisten Einheiten aufgelöst und die B-29 in die USA zurückverlegt, eingemottet oder verschrottet. Im Koreakrieg flogen noch einmal B-29-Bomber Einsätze. Neben den betagten B-29 kamen auch F-82 und F-80-Jagdbomber zum Einsatz. Am 1. März 1955 wurde die 20th AF aufgelöst und ihre Bombereinheiten dem Strategic Air Command unterstellt oder ebenfalls aufgelöst. Aus der ehemaligen 509th Composite Group wurde die 509th Bomb Wing in Whiteman Air Force Base als Keimzelle des Strategic Air Command, nach der Neugründung der 509. wurde daraus die einzige Einheit mit Northrop B-2-Stealth-Bombern.

## Liste der Kommandierenden Generale ab 1992
| Name                  | Beginn der Berufung | Ende der Berufung  |
| --------------------- | ------------------- | ------------------ |
| MG Stacy Jo Huser     | 5. Januar 2024      | amtierend          |
| MG Michael Lutton     | 8. Juli 2020        | 5. Januar 2024     |
| MG Ferdinand Stoss    | 26. Januar 2018     | 8. Juli 2020       |
| MG Anthony J. Cotton  | 16. November 2015   | 26. Januar 2018    |
| MG Jack Weinstein     | Oktober 2013        | 16. November 2015  |
| MG Michael Carey      | Juni 2012           | Oktober 2013       |
| MG C. Donald Alston   | 1. Juli 2010        | Juni 2012          |
| MG Roger W. Burg      | 10. August 2007     | 1. Juli 2010       |
| MG Thomas F. Deppe    | 14. Oktober 2005    | 10. August 2007    |
| MG Frank Klotz        | 30. Mai 2003        | 14. Oktober 2005   |
| MG Timothy J. McMahon | 19. Juli 2000       | 30. Mai 2003       |
| MG Thomas H. Neary    | 4. September 1998   | 19. Juli 2000      |
| MG Donald G. Cook     | 17. Juni 1996       | 4. Septemberl 1998 |
| MG Robert W. Parker   | 22. Juni 1994       | 17. Juni 1996      |
| LTG Arlen D. Jameson  | 1. Juli 1992        | 22. Juni 1994      |

- MG = Major General (Generalmajor)
- LTG = Lieutenant general (Generalleutnant)